# 德博拉·莱维
德博拉·莱维（德語：Deborah Levi，1997年8月28日—），德国女子雪车运动员。她曾代表德国参加2022年冬季奥林匹克运动会雪车比赛，联同劳拉·诺尔特获得女子双人金牌。